# 빅토리아의 날
빅토리아의 날(영어: Victoria Day 빅토리아 데이[*], 프랑스어: Fête de la Reine 페트 드 라 렌[*])은 1837년에 즉위한 이후에 64년 동안 영국의 여왕으로 재위했던 빅토리아 여왕의 탄생일을 기념하기 위한 날이다. 원래 여왕의 탄생일은 5월 24일이지만 캐나다에서는 5월 24일 직전의 월요일을 공휴일인 "빅토리아의 날"로 지정하여 이 날을 기념하고 있다.
캐나다에서는 이 날을 현재의 캐나다의 군주의 공식 탄생일도 겸하여 축하하고 있다. 캐나다의 현재 군주는 영국의 엘리자베스 2세 여왕이다. 그러므로 5월 24일은 빅토리아 데이이자 엘리자베스 2세 여왕의 생일도 함께 축하하는 날이다. 엘리자베스 2세 여왕의 생일은 1926년 4월 21일이다. 만일 5월 24일이 주말(토요일, 일요일)에 해당하면 지난 주의 월요일을 공휴일로 삼는다.

## 같이 보기
- 메모리얼 데이